# Tiberio Coruncanio
Tiberio Coruncanio  (c. 311-243 a. C.) fue un político y militar de la República romana que ocupó el consulado en el año 280 a. C. Es conocido por su participación en la guerra contra el rey Pirro de Epiro y por haber sido el primer pontifex maximus de origen plebeyo de la República. Es posible que también fuese el primer profesor de Derecho romano.

## Carrera pública
Se cree que Tiberio Coruncanio era miembro de una familia plebeya que podría proceder de Tusculum.
Fue elegido cónsul en 280 a. C. junto con Publio Valerio Levino; dirigió una expedición militar en Etruria contra las ciudades etruscas de los vulsinienses y vulcientes. Por estas victorias fue honrado con un triunfo a principios del año siguiente.
Cuando Pirro de Epiro invadió la península itálica y derrotó a las legiones romanas de Levino en la batalla de Heraclea, las legiones de Tiberio fueron llamadas de vuelta a Roma para preparar la defensa del territorio romano.
En el año 270 a. C. parece haber sido censor con Cayo Claudio Canina.
Entre los años 254 y 253 a. C. fue elegido pontifex maximus, principal sacerdocio de la República romana. Fue la primera ocasión en que un plebeyo ocupaba dicho cargo. En 246 a. C. fue nombrado dictador para celebrar los comicios para evitar la necesidad de llamar a los cónsules, que estaban destinados en Sicilia.
Murió en 243 a. C., siendo sustituido como pontifex maximus por Lucio Cecilio Metelo.

## Impacto histórico
Tiberio Coruncanio fue el primer personaje que ejerció públicamente el derecho (publice professus est); se dice de él que era elocuente y de grandes conocimientos.
Su instrucción pública en Derecho tuvo el efecto de crear una nueva clase de personas sin cargo sacerdotal pero instruidas en el Derecho romano (jurisprudentes). Tras su muerte, la instrucción de estos estudiantes de Derecho se fue volviendo gradualmente más formal con la introducción de libros de Derecho.
Es posible que, como primer pontifex maximus plebeyo, Coruncanio permitiese a miembros del público y a estudiantes de Derecho que estuviesen presentes durante las sesiones y que les encargase atender a las labores consultivas solicitadas por los ciudadanos. Estas consultas probablemente tenían lugar en la parte exterior del Colegio de pontífices, de forma que estuviesen accesibles a cualquier interesado. Por ello, se convirtió en el primer profesor conocido de Derecho romano (se desconoce cómo aprendían los estudiantes hasta entonces).